# Endrődy Krisztián
Endrődy Krisztián  (Szombathely, 1975. április 5. –) magyar színész. A szombathelyi Weöres Sándor Színház alapító tagja.

## Életpálya
Szombathelyen született, 1975. április 5-én. Alapító tagja a Szombathelyi Színházbarátok Egyesületének, mely 2000-ben jött létre. 2006-ban az egyesület létrehozta a Kamara Savariát, amely hároméves működése során közel száz előadást, és kilenc új bemutatót tartott. Itt a vezetőség tagja volt, de mellette színészként, kellékesként, díszletmunkásként is tevékenykedett. 2007-ben Jordán Tamás vezetésével létrejött a szombathelyi Weöres Sándor Színház, melynek 2022-ig volt tagja. Felesége: Alberti Zsófi színésznő. 2016-ban Holdbeli csónakos-díjat kapott, melyet a társulat tagjai, a színészkollégák titkos szavazata alapján ítélnek oda.

## Fontosabb színházi szerepei
- Egressy Zoltán: Sóska, sültkrumpli... Partjelző 2 (Kamara Savaria)
- Egressy Zoltán - Dömötör Tamás: 9700... Szabó M. Bertalan (a Szombathelyért Szeretnék Tenni Valamit Városvédő Bizottság tagja, időutazó)(tagjai , időutazók) (Weöres Sándor Színház)
- Egressy Zoltán Portugál... Retek
- Dömötör Tamás: Hazug... szereplő (Kamara Savaria)
- Friedrich Dürrenmatt: Fizikusok... Oscar Rose (Kamara Savaria)
- Tomik Pizzicato (Quentin Tarantino: Kutyaszorítóban c. filmje alapján)... Narancs  (Kamara Savaria)
- Dömötör Tamás: Czukor Show... szereplő
- Dömötör Tamás: Szerelmes Balázs... szereplő
- Woody Allen: Kleimann és a halál... szereplő
- Anton Pavlovics Csehov: Cseresznyéskert... Szimeonov-Piscsik
- Anton Pavlovics Csehov: Ivanov... Lebegyev
- George Orwell - Dömötör Tamás: Farm Bt.... Bandi
- Koleszár Bazil Péter - Sultz Sándor: A jó pálinka itassa magát... Pista; Béla
- Kelemen Zoltán: Márczius... szereplő
- Molnár Ferenc: Liliom... Kádár István; Esztergályos
- Molnár Ferenc: Játék a kastélyban... Lakáj
- Háy János: A Herner Ferike faterja... Rendőr, a Herner Ferike faterja
- Háy János: Rák Jóska, dán királyfi... Rák Jóska (Hamlet szerepében)
- Georges Feydeau - Maurice Desvalliéres - Hamvai Kornél: A tartalék tartalékos... Mikes (tartalékos) (Karneválszínház)
- Lőrinczy Attila: Könnyű préda... Sankó (ifjú autótolvaj) (Karneválszínház)
- Frances Hodson Burnett - Jeles András: A kis lord... Vályogvető
- Sultz Sándor: Pótkolbász, avagy Szurrogátum Delikátesz... Dirth
- Reginald Rose: Tizenkét dühös ember... 6. esküdt
- Gaal József - Darvas Ferenc - Várady Szabolcs - Bognár Róbert: A peleskei nótárius... Korcsmáros (kávés, betyár, banya, néző, Halmi)
- Arthur Miller: Az ügynök halála... Bernard
- Dale Wassermann - Mitch Leigh - Joe Darion: La Mancha lovagja... Pedro (fő öszvérhajcsár)
- Czukor Balázs: Szemben veled... szereplő
- William Shakespeare - Mohácsi István - Mohácsi János: Szentivánéji álom... Faragó Imre (ombudsman)
- William Shakespeare: Vízkereszt vagy bánom is én... Fábián, Olivia háznépének tagja
- William Shakespeare: Hamlet... Guildenstern
- William Shakespeare: Titus Andronicus... Lucius, Titus fia
- Molière: A nők iskolája... Alain (Arnolphe szolgája)
- Publius Ovidius Naso: Átváltozások... szereplő (Karneválszínház)
- Tasnádi István: Bábelna... Farkas Árpád
- Örkény István: Tóték... Postás
- Fjodor Mihajlovics Dosztojevszkij - Jeles András: A félkegyelmű... Szakállas lakáj (Kalapos)
- László Miklós: Illatszertár... Kádár úr
- Eugène Labiche: Olasz szalmakalap... Beauperthuis
- Ion Luca Caragiale: Zűrzavaros éjszaka... Nae Ipingescu
- Dés László - Geszti Péter - Békés Pál: A dzsungel könyve... Buldeó
- Székely Csaba: Vitéz Mihály... Kornis Mihály (erdélyi tanácsúr; árus; egy székely)
- Weöres Sándor: A holdbeli csónakos... szereplő
- Victor Hugo: A király mulat... Pardaillan úr
- Ivo Krobot: A kripli... Bobby-baba
- Jordi Galcerán: A Grönholm-módszer... Ferran
- Eduardo De Filippo: Nem fizetek!... Luigi Frungillo
- Szombath András: Szivárvány havasán - Köpönyeg és palást... Hydatius (pár éve Emerita püspöke, Lusitania provincia metropolitája, a darab idején Treveri püspöke)
- B. Török Fruzsina: Végállomás... Kereskedő
- Tóth Ede: A falu rossza... Jóska, béres
- Benjamin Jonson: Volpone... Tiszt
- Szép Ernő Vőlegény... Fater
- Roberto Cossa: A Dédi... Carmelo, a Dédi unokája, Nénje unokaöccse
- Czukor Balázs - Surányi Nóra: Home Bank... szereplő
- Oscar Wilde: Ernst (komoly) az élet (Bunbury)... Merriman, komornyik/Lane, inas
- Euripidész: Médeia... Kreón
- Ferdinand Von Schirach: Terror... Christian Lauterbach
- Oleg és Vlagyimir Presznyakov: Terrorizmus... Utas 2
- Szigligeti Ede - Mohácsi István - Mohácsi János: Liliomfi... Kányai fogadós
- Ion Luca Caragiale - Mohácsi István - Mohácsi János: Farsang avagy ez is mekkora egy tahó!... Traian Trahanache, csendőr altokmányos
- Georges Feydeau: Kis hölgy a Maximból... Vidauban, biztosítási ügynök
- Anders Thomas Jensen: Ádám almái... Gunnar
- Shakespeare a mellényzsebben... Feri bácsi, portás

## Filmek, tv
- Dömötör Tamás: Premier
- Egressy Zoltán: Sóska, sültkrumpli
- Hollywood Multicard reklámfilm (Rendezte: Goda Krisztina)
- Élet és Irodalom reklámspot
- Les (2007)
- Czukor Show (2010)
- Tűzvonalban (sorozat) Belgrádi emberünk című rész (2010) ... Hegedüs
- Drága örökösök (sorozat) (2019) ... Szamóca
- A pásztor (2019)
- Jófiúk (sorozat) (2019) ... Panaszos
- Doktor Balaton (sorozat) (2021) ... Béla
- A mi kis falunk (sorozat) (2021) ... Rendőr
- Hotel Margaret (sorozat) (2022) ... Fagyiárus
- A Séf meg a többiek (sorozat) (2022) ... Endre
- Keresztanyu (sorozat) (2022) ... Szerb rendőr
- Brigi és Brúnó (sorozat) (2022) ... Várakozó
- Drága örökösök – A visszatérés (2023–2024) ... Szamóca
- Gólkirályság (2023) ...Kelen SC klubvezető

## Díjak, elismerések
- Holdbeli csónakos-díj (2016)